# V. J. Foster
V. J. Foster est un acteur américain.

## Filmographie
- 1990 : Brain Dead : Fred
- 1993 : Carnosaur : Lt. Colonel Wren
- 1994 : Les Évadés (The Shawshank Redemption) : Hungry Fish Con
- 1998 : Bulworth de Warren Beatty : Photographer
- 1999 : Broadway, 39ème rue (Cradle Will Rock) : James
- 1999 : Révélations (The Insider) : Bill Felling
- 2000 : Camera Obscura : Russo
- 2004 : Million Dollar Baby : Ref #3
- 2005 : Embedded (vidéo) : Hardchannel & Announcer
- 2005 : Jarhead : Vietnam Vet
- 2005 : Silver Bells (TV) : Policeman#1 (2005)